# Fratelli Ceirano & C.

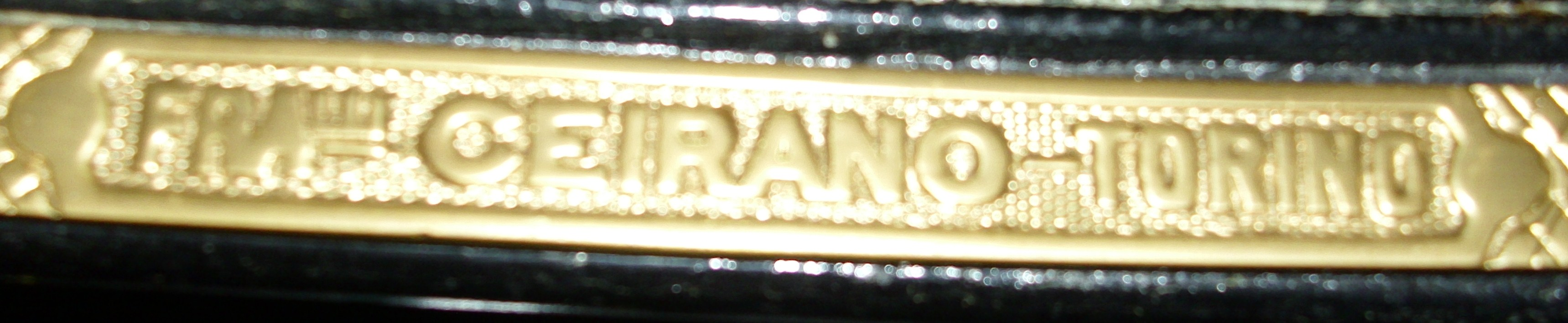
Schriftzug

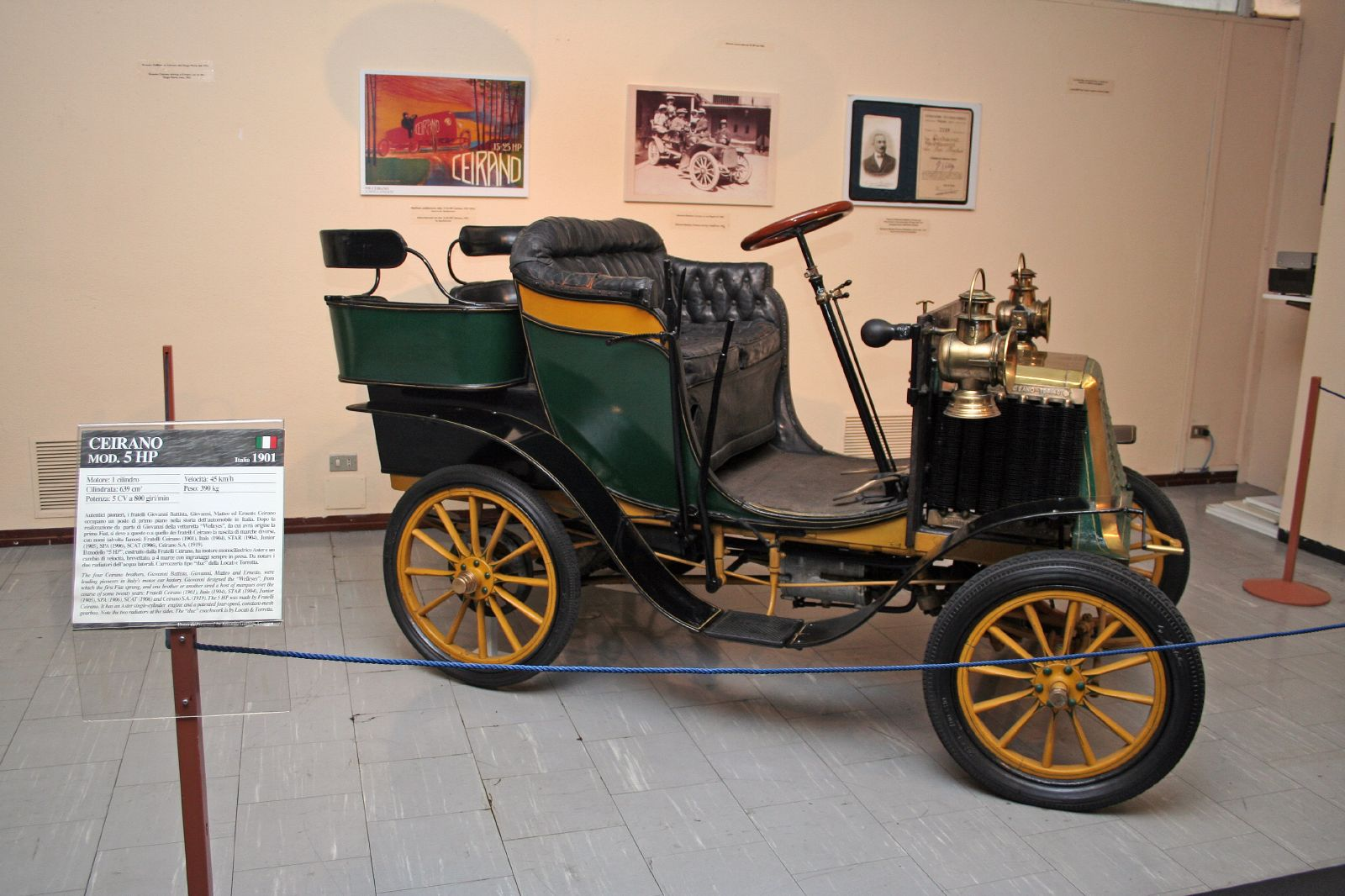
Ceirano 5 HP von 1901

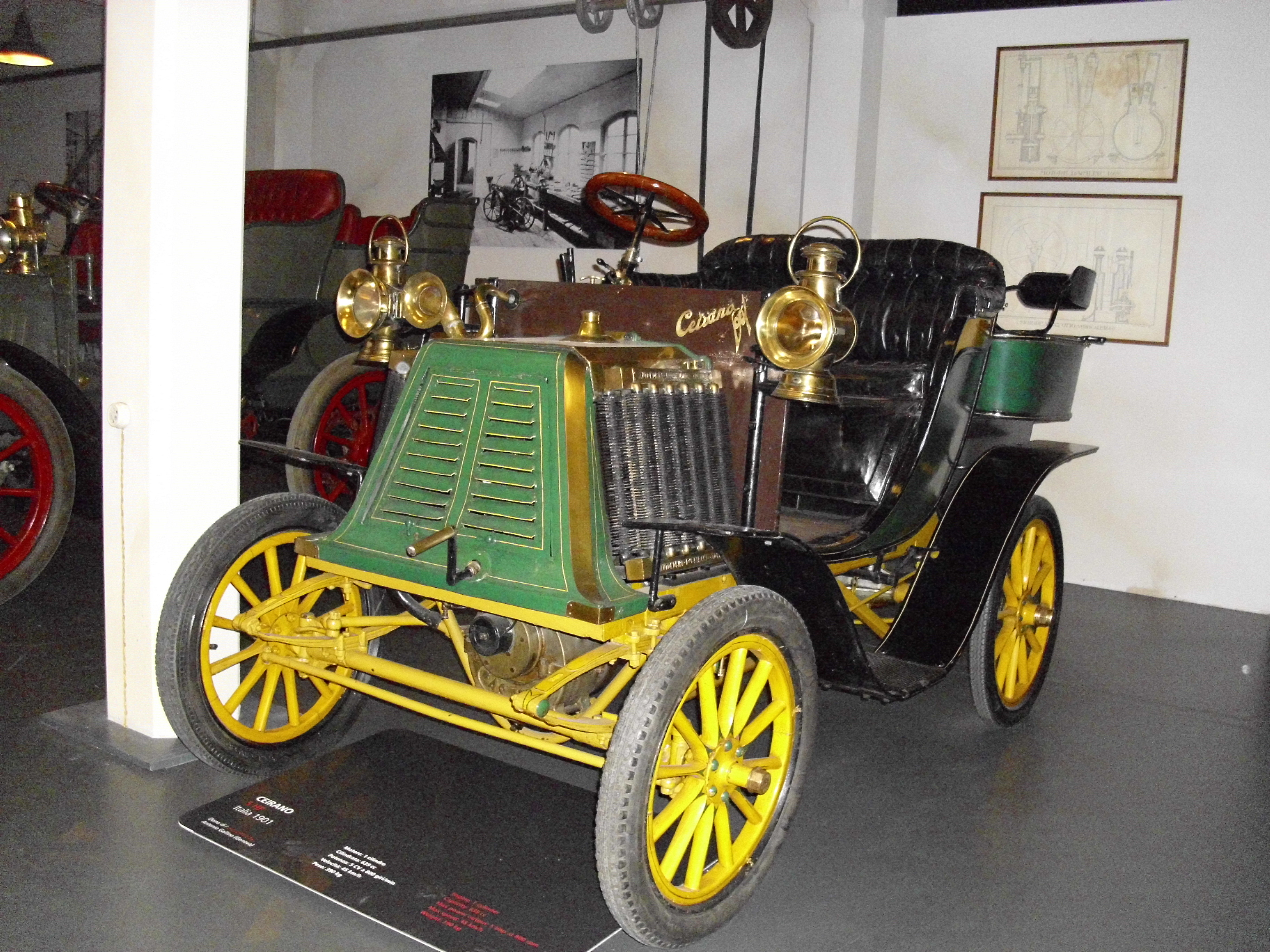
Ceirano 5 HP von 1901

Fratelli Ceirano & C. war ein italienischer Hersteller von Automobilen.

## Unternehmensgeschichte
Das Unternehmen Fratelli Ceirano & C. wurde 1901 von den Brüdern Giovanni Battista Ceirano und Matteo Ceirano in Turin zur Produktion von Automobilen gegründet. 1903 verließ Matteo Ceirano das Unternehmen. 1904 trat Giovanni Ceirano in das Unternehmen ein. Das Unternehmen hieß nun G. G. Fratelli Ceirano & C.

## Fahrzeuge
Es wurden Fahrzeuge nach Lizenz von Renault produziert. Es gab die Einzylindermodelle 5 HP und 6/8 HP sowie das Vierzylindermodell 16 HP mit 4562 cm³ Hubraum.
Ein Fahrzeug dieser Marke ist im Museo Nazionale dell’Automobile in Turin zu besichtigen.